# 11726 Edgerton
11726 Edgerton (1998 JA) là một tiểu hành tinh vành đai chính được phát hiện ngày 1 tháng 5 năm 1998 bởi R. Linderholm ở Lime Creek.